# Melhijor
Melhijor je moško osebno ime.

## Izvor imena
Ime Melhijor je različica moškega osbnega imena Melhior.

## Pogostost imena
Po podatkih Statističnega urada Republike Slovenije je bilo na dan 31. decembra 2007 v Sloveniji število moških oseb z imenom Melhijor: 9.

## Osebni praznik
Osebe z imenom Melhijor lahko godujejo takrat kot osebe z imenom Melhior.